# Troy (Michigan)
Troy é uma cidade localizada no estado americano de Michigan, no Condado de Oakland.

## Demografia
Segundo o censo americano de 2000, a sua população era de 80.959 habitantes.
Em 2006, foi estimada uma população de 81.118, um aumento de 159 (0.2%).

## Geografia
De acordo com o United States Census Bureau tem uma área de 87,2 km², dos quais 86,9 km² cobertos por terra e 0,3 km² cobertos por água.

## Localidades na vizinhança
O diagrama seguinte representa as localidades num raio de 12 km ao redor de Troy.